# Blek tallskottvecklare
Blek tallskottvecklare, Rhyacionia buoliana, är en fjärilsart som först beskrevs av Michael Denis och Ignaz Schiffermüller 1775.  Blek tallskottvecklare ingår i släktet Rhyacionia, och familjen vecklare, Tortricidae.  I både Sverige och Finland räknas artens populationer som livskraftiga (LC).